# Enotria: The Last Song
Az Enotria: The Last Song egy akció-szerepjáték (ARPG), amelyet az olasz Jyamma Games stúdió fejlesztett és adott ki. A játék 2024. szeptember 16-án jelent meg Windowsra, PlayStation 5-re és Xbox Series X|S-re. A játék egy olyan soulslike, amelyet erősen inspiráltak a FromSoftware játékai, de a helyszín az olasz népi hagyományok és színházi hagyományok alapján készült.

## Játékmenet
Az Enotria: The Last Song egy harmadik személyű perspektívában játszódó akció-RPG, amely a hagyományos soulslike formulát követi, hangsúlyt fektetve a kihívást jelentő harcra, a hárításra és az időzítésen alapuló támadásokra. A játék az olasz reneszánsz tájak és a commedia dell'arte által inspirált napsütötte világban játszódik, ellentétben a legtöbb soulslike játék sötétebb esztétikájával. A játékosok a Maskless One, egy olyan harcos szerepébe bújnak, aki különböző maszkokat visel, amelyek egyedi képességeket biztosítanak neki, és alakítják a játékstílusát. Az Ardore rendszer a játék alapvető mechanikája, amely lehetővé teszi a játékosok számára, hogy valós időben változtassák meg a körülöttük lévő világot, megváltoztatva az ellenség viselkedését, a környezeti interakciókat és a harci forgatókönyveket.

## Cselekmény
A játék Enotria földjén játszódik, ahol a világ egy örök színházi előadás, a Canovaccio csapdájában vergődik, amelyet a Szerzőknek nevezett hatalmas lények kényszerítenek ki. A főszereplőnek, a Maskless One-nak le kell győznie ezeket a lényeket, hogy megtörje a körforgást és visszaállítsa a szabadságot.

## Fejlesztés
Az Enotria: The Last Song: játékot a Jyamma Games fejleszti, amely egy független stúdió, melynek székhelye Milánóban található. A játék célja, hogy mediterrán hangulatot vigyen a soulslike műfajba, és inkább az olasz kultúrából merítsen ihletet, sem mint a hasonló játékokban jellemző középkori és gótikus hatásokból. A játékot 2022-ben jelentették be, és több bétateszten is átesett, mielőtt 2024 szeptemberében véglegesen megjelent volna. A fejlesztők a harci mechanika finomítására, a világ kialakítására és a teljesítmény optimalizálására összpontosítottak.
A játék története az olasz színházi hagyományokból és mitológiából merít ihletet, a szereplők és a helyszínek a commedia dell'arte-ra emlékeztetnek. Az Enotria tele van utalásokkal az olasz népi hagyományokra, maszkokra és színpadi előadásokra.

## Megjelenés
Az Enotria: The Last Song 2024. szeptember 16-án jelent meg Windowsra és PlayStation 5-re. Terveztek egy Xbox-verziót is, de a Jyamma Games és a Microsoft közötti problémák miatt határozatlan időre elmaradt, ami frusztrációt okozott a rajongók körében. Végül 2024. december 12-én adták ki a játékot Xbox Series X|S-re. A kiadás óta számos javítás és frissítés történt.

## Fogadtatás
| Összegzőoldal | Értékelés              |
| ------------- | ---------------------- |
| Metacritic    | PC: 69/100 PS5: 70/100 |

| Szerző        | Értékelés |
| ------------- | --------- |
| IGN           | 7/10      |
| PC Gamer (UK) | 57/100    |

A megjelenéskor a videójáték vegyes kritikákat kapott a kritikusoktól. A játékot dicsérték az egyedi környezetéért, a művészi irányításért és a soulslike formula újszerű megközelítéséért, de kritizálták a technikai problémák, a teljesítményproblémák és a csiszolatlanság miatt. A kritikusok megjegyezték, hogy bár a harc és a világépítés magával ragadó volt, a gyakori képkocka kiesés, az optimalizálási problémák és a meredek nehézségi görbe akadályozta az élményt. Néhányan arra is rámutattak, hogy az olasz hatások ellenére a játékból hiányoztak a jelentős újítások a többi soullike-hoz képest.

## Fordítás
Ez a szócikk részben vagy egészben  az   Enotria: The Last Song című angol Wikipédia-szócikk ezen változatának fordításán alapul.  Az eredeti cikk szerkesztőit annak laptörténete sorolja fel. Ez a jelzés csupán a megfogalmazás eredetét és a szerzői jogokat jelzi, nem szolgál a cikkben szereplő információk forrásmegjelöléseként.